# Biflagellosporella amazonensis
Biflagellosporella amazonensis är en svampart som beskrevs av Matsush. 1993. Biflagellosporella amazonensis ingår i släktet Biflagellosporella, divisionen sporsäcksvampar och riket svampar.   Inga underarter finns listade i Catalogue of Life.